# LGV Rhône-Alpes
La LGV Rhône-Alpes è una linea ferroviaria francese ad alta velocità, di circa 115 km, entrata in servizio nel 1994, nella regione Rodano-Alpi.
Questa LGV funge da prolungamento della LGV Sud-Est verso il sud della Francia.
Evita il centro cittadino di Lione circonvallando la città sul lato orientale e permette l'interconnessione con l'aeroporto cittadino grazie alla stazione Saint-Exupéry - TGV.
In seguito, procede verso sud e, dopo Valence, si conclude con l'inizio della LGV Méditerranée.
È stata costruita in due tratti (nord e sud), concepiti per una velocità massima di rispettivamente 300 e 320 km/h. Il primo tratto è stato aperto nel 1992 in occasione delle Olimpiadi invernali di Albertville.

## Il tracciato della linea
La linea attraversa quattro dipartimenti, che sono, da nord a sud: l'Ain, il Rodano, l'Isère e il Drôme.
Il tracciato della nuova linea consta una lunghezza totale di 115 km, di cui 42 da Montanay a Saint-Quentin-Fallavier e 73 da questo punto a Valence.
La linea incrocia presso Saint-Quentin-Fallavier la linea tradizionale Lione - Grenoble. Un sistema di raccordi permette:
- l'accesso alla LGV per i TGV provenienti da Lione attraverso la linea tradizionale, e la loro uscita in senso opposto;
- il proseguimento della corsa dei TGV provenienti da nord verso Grenoble e viceversa.

## Caratteristiche della linea
La linea occupa una superficie totale di 1218 ettari (così come l'aeroporto di Saint-Exupéry).
È stata concepita, come la LGV sud-est, per una velocità nominale di 300 km/h, con un piano di curve di raggio minimo di 4000 m e distanza dai centri delle strade ferrate di 4,2 m. Il secondo troncone è adatto per una velocità di 320 km/h.
Le pendenze massime sono del 3,5%.
La linea comporta numerosi adattamenti artificiali di cui 10 viadotti di lunghezza totale di 4,5 km e quattro trafori di lunghezza totale di 5,3 km.
Un posto di comando chiamato CCT (Commande centralisée des trains, Comando centralizzato dei treni) permette di seguire costantemente la circolazione dei treni sulla totalità della linea e di comandare a distanza i dispositivi di sicurezza.
È sito a Lione, presso la stazione di Perrache.

## Stazioni
L'installazione della linea ha comportato la costituzione di una sola stazione intermedia:
- Stazione TGV di Lione-Saint-Exupéry, disegnata dall'architetto spagnolo Santiago Calatrava, che è in collegamento diretto con l'Aeroporto Internazionale di Lione Saint-Exupéry.

## Storia
- 28 ottobre 1989: dichiarazione di pubblica utilità.
- 13 dicembre 1992: messa in funzione di un primo troncone di 42 km tra Montanay e Saint-Quentin-Fallavier.
- 3 luglio 1994: messa in funzione del secondo troncone di 73 km tra Saint-Quentin-Fallavier e Saint-Marcel-lès-Valence.
- 3 luglio 1994: inaugurazione della stazione di Satolas-Aeroporto di Lione TGV.
- 7 giugno 2001: inaugurazione della LGV Méditerranée che prolunga questa linea verso sud.